# Movimento Democrático de Moçambique

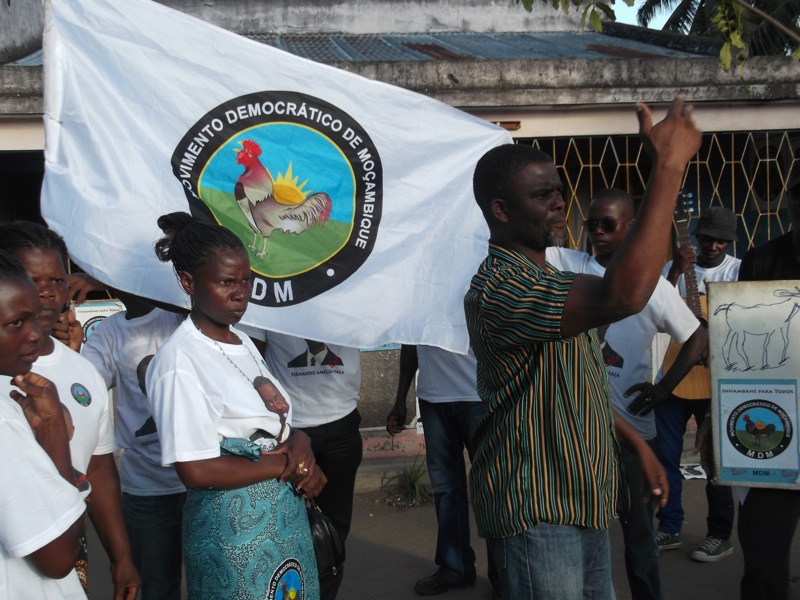
Anhängerinnen des MDM, hier mit dem Kandidaten Fernando Amélia Nhaca für Inhambane für die Kommunalwahlen 2013

Movimento Democrático de Moçambique (MDM) ist eine am 6. März 2009 gegründete Partei in Mosambik. Ihr Vorsitzender ist Daviz Simango, der populäre Bürgermeister der Stadt Beira, in der auch die Gründung der Partei stattfand.
Die Partei ist als Reaktion auf autoritäre Strukturen innerhalb der RENAMO, der zweitgrößten Partei des Landes, entstanden. Zu den Kommunalwahlen 2003 war Daviz Simango noch siegreich als Kandidat der RENAMO angetreten, eine weitere Kandidatur für die nächsten Kommunalwahlen erschien selbstverständlich. Offenkundig aus Furcht vor der Konkurrenz durch den populären Simango verbot Afonso Dhlakama, der mächtige Vorsitzende der RENAMO, dem Parteimitglied Simango jedoch die Kandidatur für RENAMO zu den Bürgermeisterwahlen.
Simango erhielt daraufhin breite Unterstützung von Teilen der RENAMO in Beira, aber auch von anderen Gruppen, konnte als unabhängiger Kandidat antreten und wurde mit 62 % der Stimmen gegen den Willen der RENAMO-Führung zum Bürgermeister Beiras gewählt.
Die Partei hat in ihrer Gründungsphase vor allem unzufriedene RENAMO-Mitglieder angezogen. Symbol des Movimento Democrático de Moçambique ist der Hahn, der Schlachtruf der Anhänger, „Kikeriki“, steht für die Aufforderung an die Bürger des Landes aufzuwachen und für Veränderungen in Mosambik einzutreten.

## Bisherige Wahlergebnisse

### Präsidentschaftswahlen 2009
Nach längeren Diskussionen in der Partei wurde Daviz Simango – obwohl chancenlos – auch als Kandidat für die Präsidentschaftswahl in Mosambik 2009 aufgestellt. Als einer von drei Kandidaten wurde seine Kandidatur vom Verfassungsgericht Mosambiks bestätigt und Simango errang 8,5 % der Stimmen. Trotz der bescheiden klingenden Prozentzahl handelt es sich dabei um einen Achtungserfolg, wie er in der Geschichte freier Wahlen in Mosambik noch von keinem Kandidaten errungen wurde, der nicht einer der beiden bisher die politische Landschaft beherrschenden Parteien Mosambiks, FRELIMO oder RENAMO, angehörte.

### Parlamentswahlen 2009
Die MDM trat auch zu den zeitgleich stattfindenden Parlamentswahlen in Mosambik 2009 und errang 3,8 % und somit acht Sitze im Parlament. Allerdings war die Partei nur in vier der 10 Provinzen Mosambiks überhaupt zugelassen. Hochrechnungen auf der Basis der Ergebnisse der Präsidentschaftswahl gehen davon aus, dass bei Zulassung der Partei auch in den übrigen Provinzen sich die Sitzzahl der MDM im Parlament verdoppelt hätte. Ihre Hochburgen hatte die MDM in der Provinz Sofala und in Maputo-Stadt. In Sofala errang sie ein Viertel der Sitze und damit eben so viele wie die dort bisher herrschende RENAMO.

### Provinzwahlen 2009
Schließlich beteiligte sich die MDM auch an den ebenfalls 2009 durchgeführten Provinzwahlen. Diese erstmals durchgeführten Wahlen waren allerdings wenig aussagekräftig, da aufgrund eines undurchsichtigen und kurz vor der Wahl veränderten Zulassungsverfahrens FRELIMO in der Hälfte aller Stimmbezirke ohne Gegenkandidaten war und RENAMO – teils durch eigenes Verschulden – nur an wenigen Orten überhaupt kandidieren konnte. Die MDM kämpfte mit ähnlichen formalen Problemen wie RENAMO und errang unter diesen Bedingungen nur in drei Provinzen Sitze. In ihrer Hochburg, der Provinz Sofala, stellt sie seither mit 20 Vertretern die größte Oppositionspartei in einem Parlament mit 80 Sitzen.
Mit diesen Ergebnissen im Jahr 2009 hat die MDM die traditionell von den beiden noch aus dem Mosambikanischen Bürgerkrieg stammenden Parteien FRELIMO und RENAMO beherrschte mosambikanische Parteienlandschaft verändert, das traditionelle Zwei-Parteien-System des Landes ist durch eine ernstzunehmende dritte Partei beendet worden.

### Nachwahlen in mehreren Kommunen 2011
Bei Nachwahlen der Bürgermeister in drei mosambikanischen Städten am 7. Dezember 2011 gewann der Kandidat der MDM, Manuel de Araujo, in der Stadt Quelimane in der Provinz Zambezia – in der der MDM 2009 keinen Sitz erringen konnte – die meisten Stimmen und ließ den zweitplatzierten Kandidat der FRELIMO weit hinter sich, womit der MDM hier den Bürgermeister stellt.

### Kommunalwahlen 2013

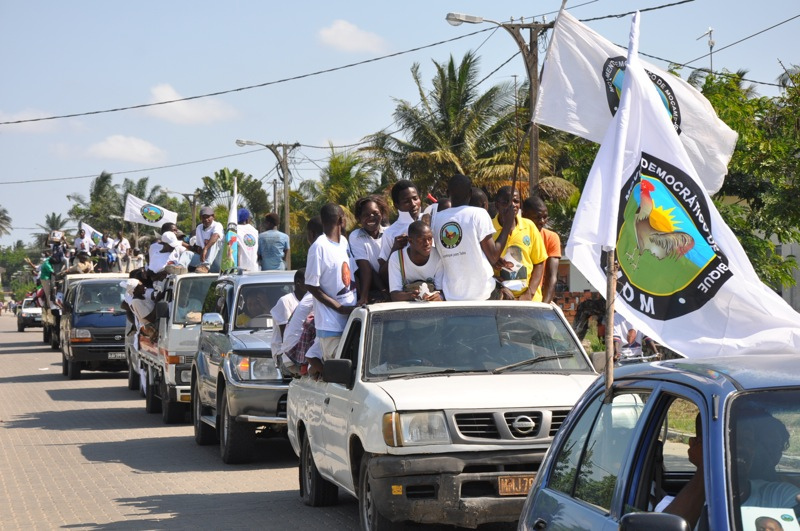
Anhänger und Anhängerinnen des MDM während des Wahlkampfes für die Kommunalwahlen 2013 in Dondo

Bei den – von Renamo boykottierten – Kommunalwahlen 2013 errang MDM im Durchschnitt der 53 beteiligten Kommunen 30 % der Stimmen. Die Bürgermeistersitze in Beira und Quelimane wurden bestätigt und eine Mehrheit samt Bürgermeistersitz in Nampula kam – nach einer Wiederholung der Wahl mit geringer Wahlbeteiligung – hinzu. Der von MDM ebenfalls beanspruchte Sieg in Gurué wurde von der Wahlkommission trotz glaubwürdiger Belege für Stimmenmanipulation durch FRELIMO-Anhänger aufgrund eines Formfehlers nicht anerkannt. Die offensichtlichen Verstöße gegen das Wahlgesetz hier führten jedoch dazu, dass der Verfassungsrat für Gurue Neuwahlen beschloss. Außerdem errang MDM in der Hauptstadt Maputo und in der zweitgrößten Stadt des Landes Matola jeweils etwa 40 % der Stimmen.

### Präsidentschafts-, Parlaments- und Provinzwahlen 2014
Bei der Präsidentschaftswahl in Mosambik 2014 musste der MDM-Kandidat Daviz Simango einen leichten Stimmenrückgang gegenüber 2009 hinnehmen und erreichte noch 6,3 % der Stimmen, konnte allerdings den Stimmenanteil bei den Parlamentswahlen auf 8,3 % steigern und erheblich mehr Sitze bei den Provinzwahlen erringen, bei denen die Partei 2009 nur in einigen Provinzen zugelassen worden war.

## Weitere Entwicklung nach den Wahlen 2009
März 2009 ernannte Daviz Simango Ismael Mussa zum ersten Generalsekretär der MDM. Seit ihrer Gründung hatte die Partei keinen Generalsekretär gehabt.
Am 8. April 2010 ergänzte das Parlament, die Versammlung der Republik von Mosambik, seine Geschäftsordnung und ermöglichte so den 8 Abgeordneten der MDM die Anerkennung als Parlamentarische Gruppe. Die bisherige Geschäftsordnung sah dies erst ab 11 Abgeordneten vor, die MDM setzte sich aber mit der Argumentation durch, dass diese Beschränkung nicht verfassungsgemäß sei. FRELIMO unterstützte dieses Ansinnen.
Im Oktober 2017 wurde der Bürgermeister von Nampula, das MDM-Mitglied Mahamudo Amurane, in Nampula erschossen.